# アディンクラ記号

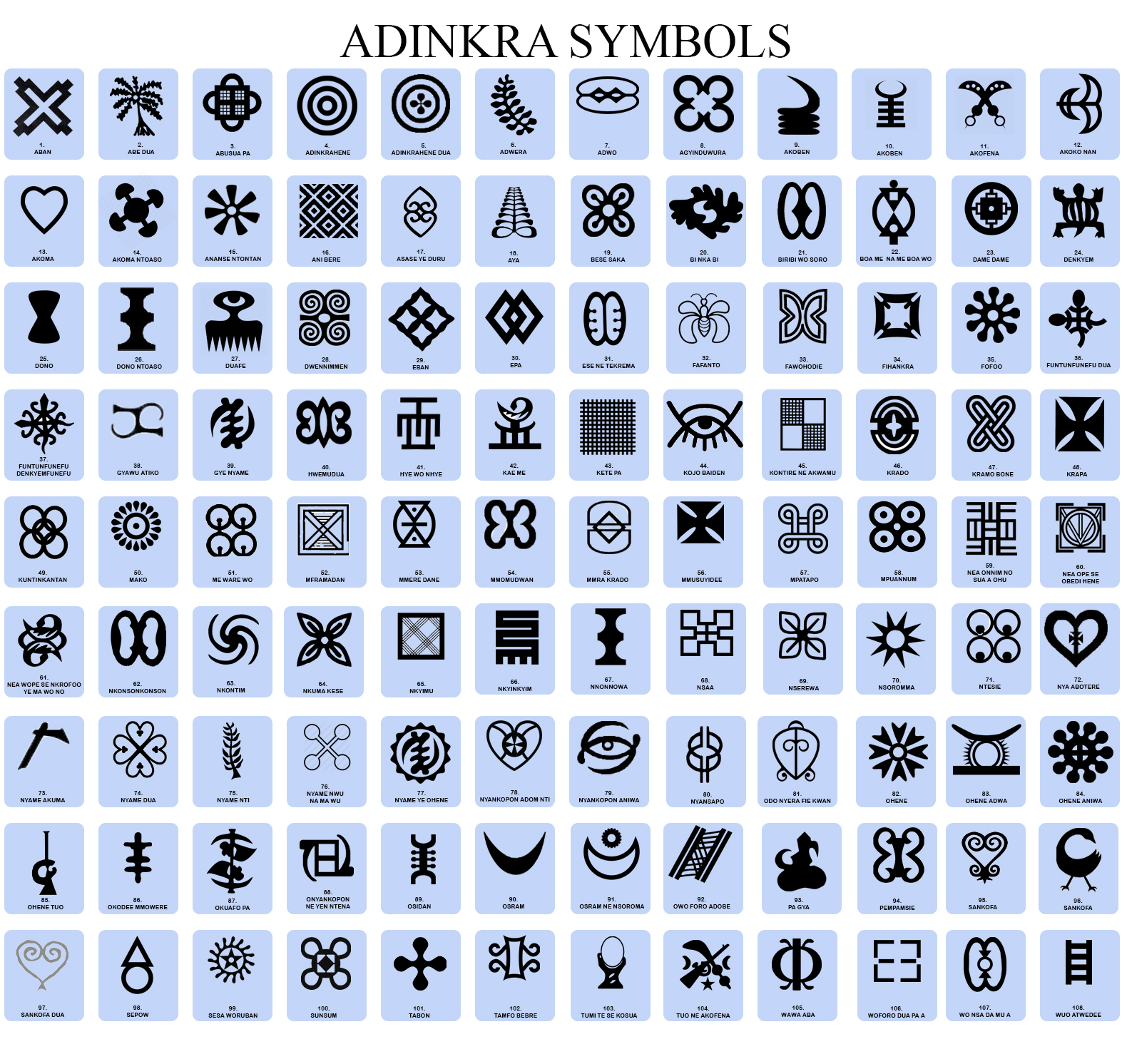
記録に残るアディンクラ記号

アディンクラ記号（アディンクラきごう）あるいはアディンクラ・シンボル（英: Adinkra symbols）は、概念や格言を表すガーナの記号のこと。布地の模様やロゴ、陶器に広く使われ、建築の要素として壁などにも組みこむことがある。布地に木版やスクリーン印刷を使っていくつも組み合わせて並べると、一種のサイン言語として機能した。この記号を生み出したアカン族は通貨の代わりに砂金を用いて交易を行い、量を計る真鍮製の重りゴールドウェイト（en）にもアディンクラを刻んだ。あるいは小椅子にも施し、家具として、また儀式用の道具として使った。観光客相手のTシャツやアクセサリーなど、お土産品に使う新しい用途が生まれた。

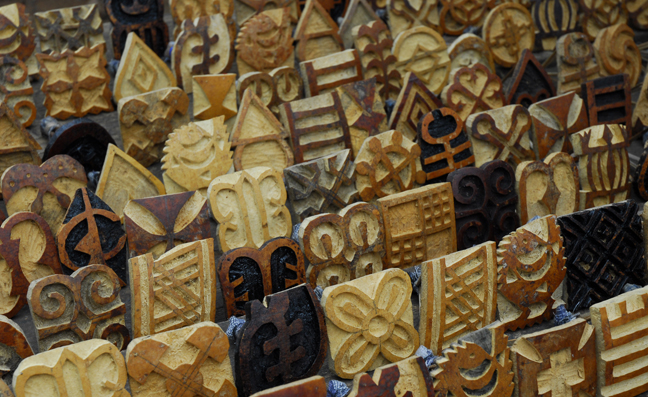
ひょうたんの殻に彫ったアディンクラのスタンプ

記号は単に装飾として見るか、昔ながらの伝統の知恵を記したものとみなすか。あるいは印象に残る刺激的なメッセージを読みとくか、生活や身の回りの自然を表した図案として楽しむか。まるで文化のカプセルのようにいくつもの役割を果たす記号は、ことわざと強く結びついて表意文字のように働くものが複数あり、意味はとても明確に伝わる。哲学者のクワメ・アンソニー・アピア（Kwame Anthony Appiah）によると「何を信じ、どう実践するか。複雑で微妙なニュアンスをうまく伝えた」手段の1つであったという。

## 歴史

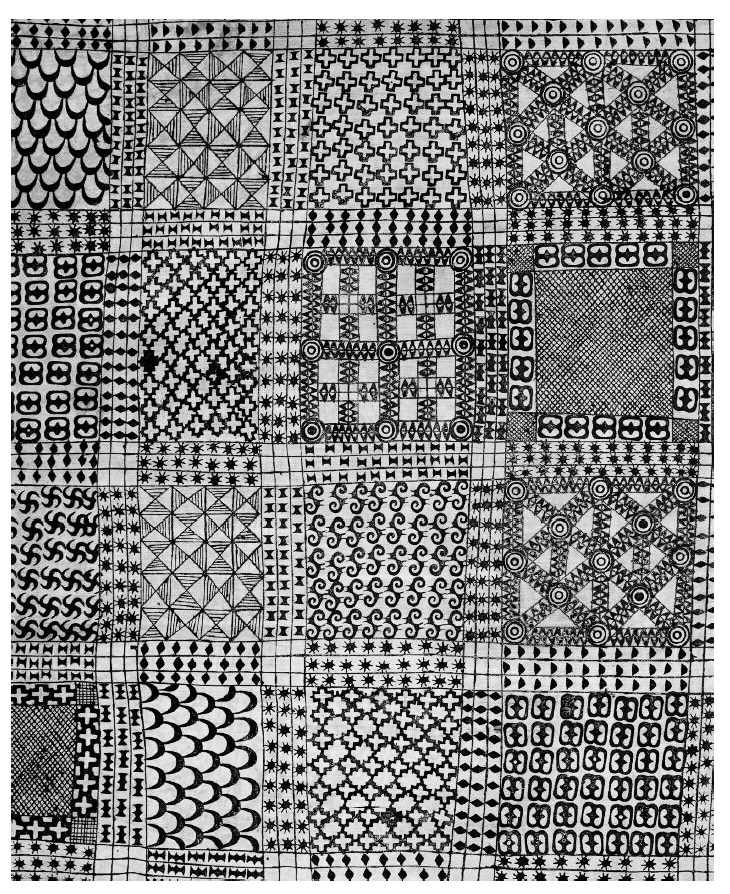
挿絵1：喪装用のアディンクラ（1817年製、大英博物館）

ジャマン出身のボノ族は、現在のガーナのアカン族の祖先にあたる。「アディンクラ」Adinkra という名前の由来は、記号の発明者とされる王族のナナ・クワジウォ・アジャマン・アディンクラ（Nana Kwadwo Agyemang Adinkra）の名前である。ボノ族の作る陶器や小椅子などを装飾し、ハンコ染めの布を着用したのはギヤーマン王に限定されたのに、他の部族との戦いに敗れ、やがて勝った側のアシャンティなどアカン王国系民族に広がっていく。
布をデザインしたボノの職人たちはアシャンティ人に技術を教えるほかなかった。記号を発明した王の長男アパウ王子はアディンクラを使いこなしたため、布に染めつける技術や記号の並べ方を伝える役目を強いられたという。アパウ王子はクマシに近い町でクワク・ドワクという男を弟子に取り、アディンクラの布染めを手ほどきしたという口承が残る
。時が経つにつれ、アディンクラは古代のボンク王国系のさまざまな人々にも使われ、ファンティ族、アクアペム族、アキエム族などに普及していく。アカン人は文化伝承に主にアディンクラの記号を採用した。
ひょうたんの殻に記号を彫りつけてスタンプを作り、植物原料の染料を使ってハンコ染めにする。「挿絵1」の布に配置してある記号はおよそ15種類あり、星（nsroma）、ドノ族の太鼓2つ（dono ntoasuo）、ダイヤモンドなど。現在は大英博物館の収蔵品。

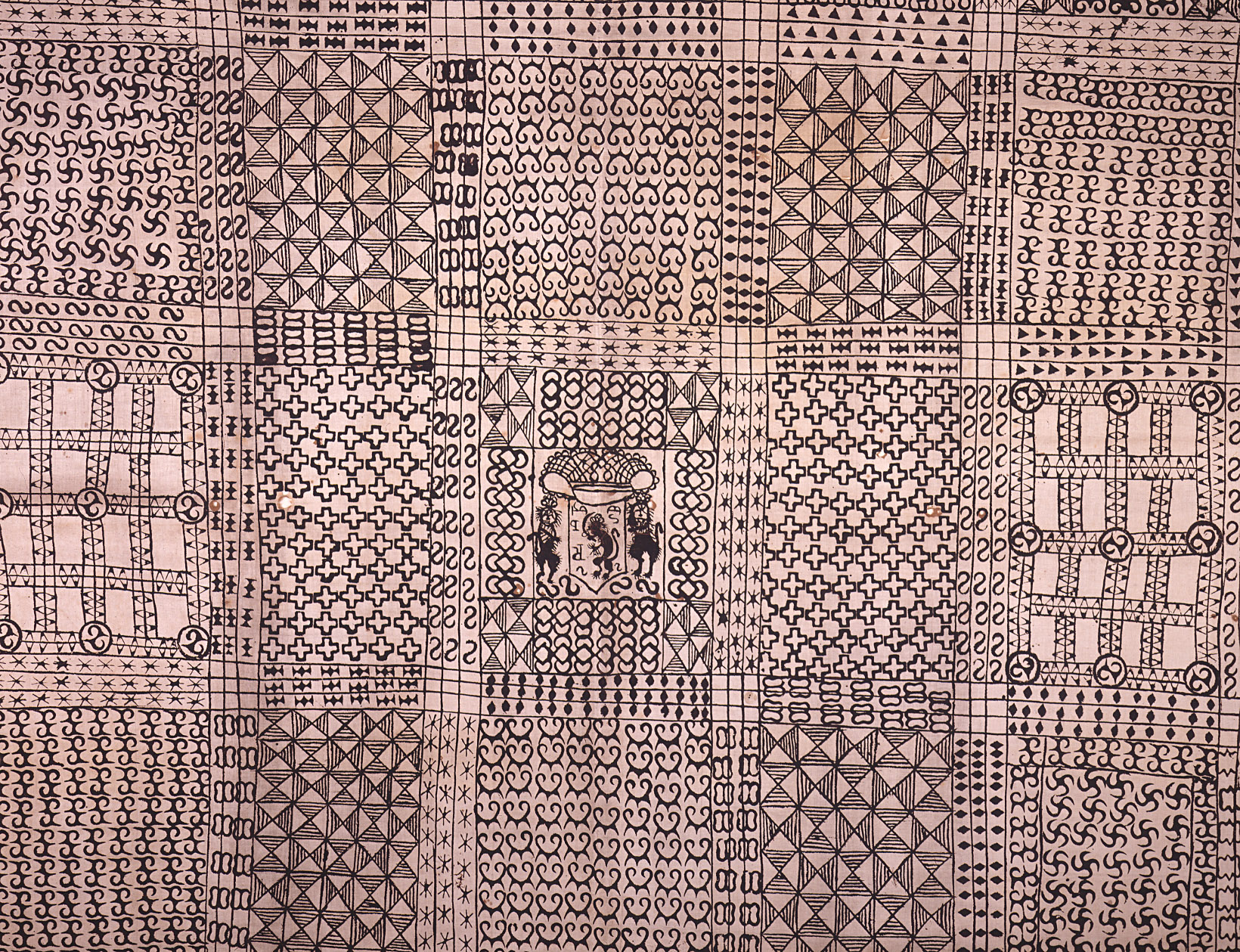
挿絵2：アディンクラの布（1825年、ライデン国立博物館）

布地として歴史的に2番目に古い資料は「挿し絵2」の1825年の布である。オランダ領ゴールドコースト司令官代理に任命されたF・ラストの指示に従い、エルミナ城から王室宛てに送られて王宮の「驚異の部屋」（ハーグ）に保管された。この布はエルミナ城代ファンティ・パラマウントがオランダ王子ウィリアム1世の命令として発注した特製品であるため、オランダ国章が中央に配してある。その他のモチーフは古いアディンクラの典型を示す。現在はライデン民族学博物館の収蔵品である。

## アディンクラ
アカン語（チュイ語）ではシンボルではなく布の方をアディンクラ（adinkra）と呼ぶ。伝統的に、アディンクラ・シンボルは非常に細かな決まりに従って布に染め、また王族や宗教指導者のみ着用が許された。あるいはまた、布の色も着用する機会と着用者の役割（TPO）に応じて決まり、木綿の手織りの生地は生成色（染めていない布）か、赤色、暗褐色または黒に染め、そこに記号を手作業で捺染（スタンプ染め）した。現代は明るい地色の生地を使い、大量生産が当たり前になった。

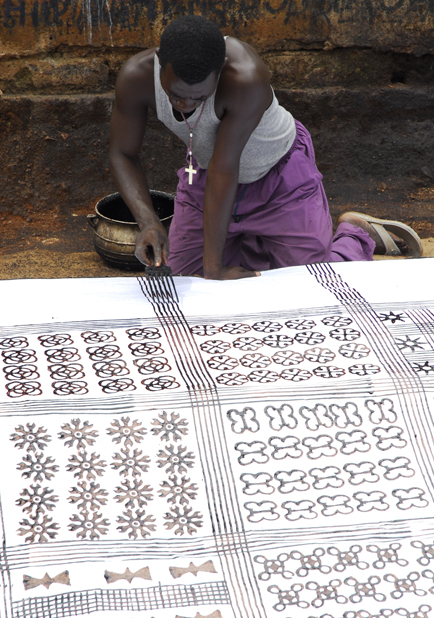
櫛を使い、模様を区切る線を平行に引く Anthony Boakye。ガーナ、ントンソ。

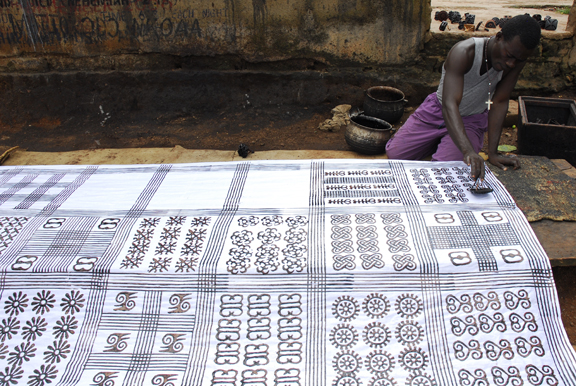
ひょうたんのハンコでアディンクラ・シンボルを布にスタンプ染めする。Anthony Boakye、ガーナのントンソ。

伝統的な布は現在、もっぱらガーナで生産され、クマシの北西20キロメートルのントンソ（Ntɔnso）のほかはコートジボワールでも作られている。ハンコ染めに使う植物原料の濃い色の染料を「アデューロ」と呼び、バディーツリー（ブリデリア・フェルギネア Bridelia ferruginea） の内皮と根を水につけて軟らかくし、粉砕して大釜に沸騰させた湯で煮出して製造する。液の色が濃くなったら濾過して、さらに数時間、濃縮するまで煮詰める。ハンコの素材はひょうたんの実の底の部分で、大きさは縦横5 - 8 cm 前後。背面に作った柄を握って布に染料を捺染（なっせん）するとき、実の底の丸みを利用して揺らすように押し付ける。

## 記号の見本

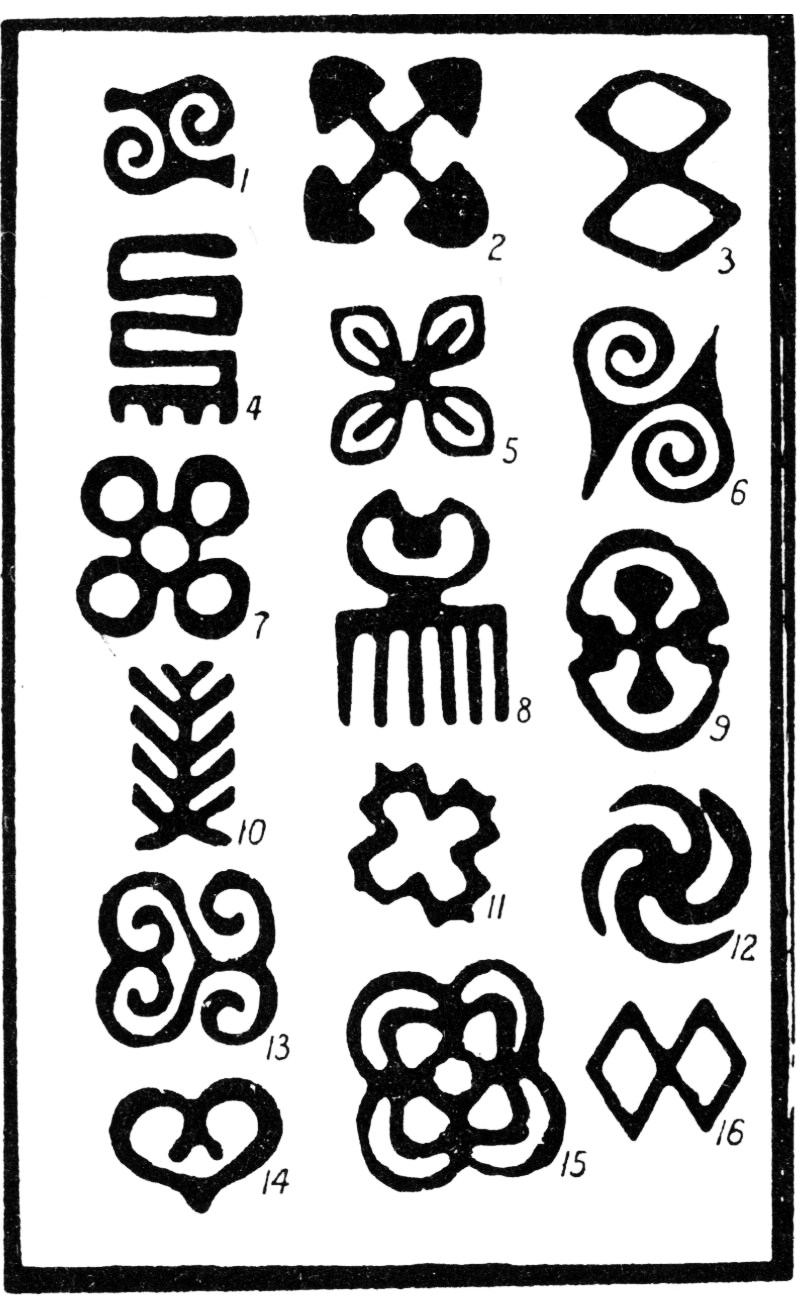
アディンクラの記号、1927年（ロバート・サザーランド・ラトレーによる記録）

アディンクラ記号53点と意味の記録を示す。
| 番号     | 記号の名前                                 | 意味                                                                      | 備考、関連の記号 |
| -------- | ------------------------------------------ | ------------------------------------------------------------------------- | --- |
| 1        | Aban                                       | 2階建ての民家、城                                                         | かつてはジャーマンの王にのみ着用が許された模様 |
| 4        | Adinkira 'hene                             | アディンキラの王                                                          | すべてのアディンクラの模様の「長」（おさ） |
| 8        | Agyindawuru                                | agyin の木材で作った木鐸（ぼくたく）                                      | 同名の木の樹液をしぼって鐘に溜めると、精霊を慰める音色がするという                                                                                     |
|          | Akam                                       | 食用の植物、おそらくヤムイモ                                              | |
| 9        | Akoben                                     | 戦いのラッパ                                                              | |
| 12       | Akoko nan tia 'ba, na nkum 'ba             | ひよこを踏みつけていじめるめんどり。殺しはしない                          | |
| 13       | Akoma                                      | 心臓の真ん中に十字                                                        | |
|          | （空欄）                                   |                                                                           | No. 13 |
| 14       | AKOMA NTOSO                                | つながったハート2つ                                                       | |
| 18       | Aya                                        | シダ（羊歯）                                                              | 隠喩として「お前など怖くない」「お前の命令は受けない」を指す。着用者はその意思を主張することもある                                                     |
| 20       | BI NKA BI                                  | 他人を批難してはならない                                                  | |
| 23       | DAME-DAME                                  | 双六（すごろく）の名前                                                    | 知性と頭の良さの象徴 |
| 25       | Dono                                       | ドノ族の太鼓                                                              | |
| 26       | Dono ntoasuo                               | ドノ族の太鼓が2つ                                                         | |
| 27       | Duafe                                      | 木製の櫛                                                                  | |
| 28       | Dwenini aben                               | 小羊のツノ                                                                | |
| 30       | Epa                                        | 手錠                                                                      | |
| 34       | Fihankra                                   | 円筒状の家                                                                | |
| 35       | Se die fofoo pe, ne se gyinantwi abo bedie | フォフォオの黄色い花は、ジナントウィの種は真っ黒になるべきだと主張する    | ボノ族の伝承。木綿の布に同名のデザインがある。嫉妬深い人の象徴                                                                                         |
| 37       | Funtunfunefu Denkyemfunefu                 | 双頭のワニ                                                                | どちらの首も同じ胴に繋がるのに、それでも餌を奪い合う                                                                                                   |
| 38       | Gyawu Atiko                                | Gyawu の後頭部                                                            | ジャーマンの副首長ジャウ（Gyawu）は後頭部をこのように剃りあげて Adae Kesse の儀式に出席した                                                            |
| 39       | Gye Nyame (ジェ・ニャメ)                   | 〈神を除いて〉または〈神だけが〉                                          | |
| 41       | Hye wo nhye                                | 陰口を言った者には相手の痛みは伝わらない                                  | |
| 44       | Kojo Biaden                                |                                                                           | |
| 47       | Papani amma yenhu Kramo                    | （大勢の）人が善行をやめると、本物の Mohammedanが誰なのか、わからなくなる | ムスリムの人々は地域社会で善行を積もうとする。ところが宗派が違う者たちまで善行に目覚めたものだから、行いだけではムスリムかどうか見分けがつかなくなった |
| 49       | Kuntinkantan                               | 曲げて広げる                                                              | 「自慢するな、礼儀を守れ」 |
| 50       | （空欄）                                   |                                                                           | ヨーロッパ人の記述の転写 |
| 番号なし | Kwatakye atiko                             | Kwatakye の後頭部                                                         | Kwatakye はさるジャーマンの王に仕える武将で、髪型をこのスタイルに整えて Adae Kesse の儀式に出席した                                                    |
| 番号なし | Mmrafo ani ase                             | ハウサ族の男の身体装飾。体に焼きごてを当てたケロイド                      | |
| 55       | Mmra Krado                                 | ハウサ族の使う錠前                                                        | |
| 56       | Musuyidie                                  | 悪魔除け                                                                  | あるジャーマン王は、毎晩この模様を染めつけた布を敷いて寝た。毎朝めざめると、この布を左足で3回、踏んだ                                                  |
| 58       | Mpuannum                                   | 5つの房（髪の毛）                                                         | |
| 62       | Nkonsonkonson                              | 鎖                                                                        | |
| 63       | Nkotimsefuopua                             |                                                                           | 王母の召使いには、この髪型の者が数名いた。 swastika に似ている                                                                                         |
| 66       | Nkyimkyim                                  | ねじった模様                                                              | |
| 68       | Nsaa                                       |                                                                           | ンサ族の布に同じ名前の模様がある |
| 69       | Nsirewa                                    | 宝貝                                                                      | |
| 70       | Nsoroma / Nsoromma                         | 空の申し子／天国の申し子                                                  | （ことわざ）「天の星が至高の存在であるように、私は神の御心に頼り、自分の意思に従ったりしない」                                                         |
| 71       | Ma te; Masie                               | （あなたの言葉を）聞いた、それを隠した                                    | 自己防衛能力を讃美 |
| 番号なし | Nyame, biribi wo soro, ma no me ka me nsa  | 天にまします神よ、どうか我が手で触れることをお許しください                | |
| 74       | Nyame dua                                  | 空の神のツノ                                                              | |
| 76       | Nyame nwu na ma wu                         | Nyame が死ぬのを見届けるまで、生き延びねばならない                        | |
| 番号なし | Obi nka obie                               | 名目のない反抗など私はしたことがない                                      | |
| 84       | Ohene niwa                                 | 王の小さな目（に入る）                                                    | 王に目をかけてもらう |
| 85       | Ohen' tuo                                  | 王の銃                                                                    | |
| 86       | Kodie mmowerewa                            | 鷲のかぎ爪                                                                | |
| 96       | Sankofa                                    | 振り向いて手に入れろ                                                      | |
| 97       | Sankofa                                    | 振り向いて手に入れろ                                                      | |
| 98       | Sepow                                      | 男の頬を貫くナイフ                                                        | ある男は王に呪いをかけないよう処刑されかけた |

## ギャラリー

ジェ・ニャメ（Gye Nyame）
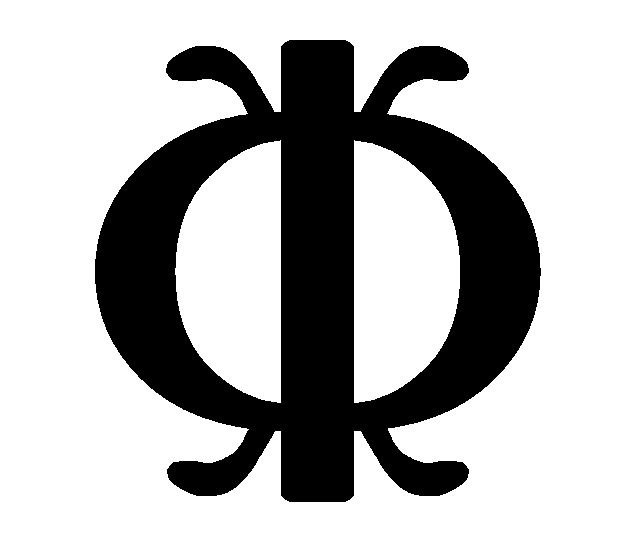
〈頑丈さ〉や〈忍耐〉を含意するアディンクラ・シンボル、ワワ・アバ（Wawa Aba; 文字通りには〈オベチェ (ɔwawa) の種 (aba)〉を意味する）。

## 関連文献
- Willis, W. Bruce. The Adinkra dictionary: A visual primer on the language of Adinkra, ISBN 0-9661532-1-9.!
- Cloth as Metaphor: (re)reading the Adinkra cloth symbols of the Akan of Ghana by Dr. George F. Kojo Arthur. Legon, Ghana: Centre for Indigenous Knowledge Systems, 2001. 187, [6], p. 29 cm. ISBN 9988-0-0791-4.
- Shepard, Lisa. African Accents: Fabrics and Crafts to Decorate Your Home ISBN 0-87341-789-5.
- Bulgin, Matthew. Adinkra Symbols: To say good bye to a dead relative or friend.
- Adome, Dickson ; Asante, Dickson Adome ; Kquofi, Steve Kquofi. Adinkra: An Epitome of Asante Philosophy and History.